# Hasso Rüdt von Collenberg
Hasso Rüdt von Collenberg

Link zum Bild

Hasso Freiherr Rüdt von Collenberg (* 13. Oktober 1932 in Berlin; † 5. Mai 1968 in Saigon) war ein deutscher Diplomat.

## Leben
Hasso Rüdt von Collenberg studierte von 1952 bis 1959 Rechtswissenschaften und Politikwissenschaften an der Freien Universität Berlin, der Ruprecht-Karls-Universität Heidelberg, der University of Wisconsin–Madison und der Universität Paris I.
1955 machte er sein erstes und 1961 sein zweites Staatsexamen. 1961 trat er in den auswärtigen Dienst der Bundesrepublik Deutschland. Er war an der deutschen Botschaft in Brüssel akkreditiert. Von 1963 bis 1965 war er in Yaoundé ständiger Vertreter des Botschafters.
Ab Oktober 1965 war er Geschäftsträger der Botschaft der Bundesrepublik Deutschland in Saigon. Ende März 1966 verhandelte Hans Schmidt-Horix mit dem südvietnamesischen Außenminister Tran Van Do die Einsatzbedingungen des Hospitalschiffs Helgoland. Anfang April 1966 wurde von Collenberg vom neuen Botschafter Wilhelm Kopf abgelöst, den er im modernen Hotel Caravelle unterbrachte.
Am 5. Mai 1968 wurde Hasso Rüdt von Collenberg im Saigoner Chinesenviertel Chợ Lớn aus seinem VW-Käfer geholt und von Vietcong-Kämpfern durch Kopfschüsse getötet, worauf Hans Schmidt-Horix als Sonderbotschafter nach Saigon entsandt wurde.

## Auszeichnung
Nach seinem Tod wurde Legationsrat Hasso Rüdt von Collenberg vom Bundespräsidenten posthum das Bundesverdienstkreuz Erster Klasse verliehen. Das Auswärtige Amt in Berlin erinnert durch eine Gedenkwand im Haus am Werderschen Markt an jene Angehörigen des Auswärtigen Dienstes, die in Ausübung ihres Dienstes ums Leben kamen; somit auch an Hasso Rüdt von Collenberg.